# Петроварадин
Петроварадин (серб. Петроварадин, Petrovaradin) — місто в Сербії, адміністративний центр однойменної міської общини Петроварадин Південно-Бацького округу в багатоетнічному, автономному краю Воєводина.

## Населення
Населення міста становить 14 318 осіб (2002, перепис), з них:
- серби — 9708 — 69,47 %;
- хорвати — 1364 — 9,76 %;
- югослави — 779 — 5,57 %;

Решту жителів  — з десяток різних етносів, зокрема: чорногорці, хорвати, словаки і зо дві сотні русинів-українців.